# Стеван Молевич
Стеван Молевич (на сръбски: Стеван Мољевић) е сръбски политик и общественик.

## Биография
Роден е на 6 януари 1888 година в Рудо, Босна и Херцеговина. Завършва право в Загребския университет. Работи като адвокат в Баня Лука, където развива активна обществена дейност като председател на Югославско-френския клуб, председател на Югославско-британския клуб и председател на Ротари клуба. По време на Втората световна война е сред идеолозите на Четничеството, а издадената от него брошура „Хомогенна Сърбия“ оказва влияние и върху сръбския национализъм по време на Югославските войни (1991-2001). След установяването на комунистическия режим в Югославия е осъден на 20 години затвор.
Стеван Молевич умира на 15 ноември 1959 година в затвора в Сремска Митровица.